# J. P. R. Williams
John Peter Rhys Williams (2. března 1949, Bridgend – 8. ledna 2024) byl velšský ragbista, který hrál jako zadák. V roce 2014 byl jmenován do Světové ragbyové síně slávy. Je považován za jednoho z nejlepších hráčů v historii Walesu. Obdržel Řád britského impéria.
Byl lékařem na úrazové a ortopedické chirurgii. V mládí hrál skvěle tenis. Ragby dal přednost kvůli tomu, že to byl amatérský sport, a proto mohl studovat na lékaře. Byl ženatý a měl 4 děti. Zemřel na meningitidu.

## Kariéra
Za Wales odehrál 55 zápasů (pětkrát jako kapitán) a zaznamenal 36 bodů. Za Britské lvy odehrál 8 zápasů a nasbíral 3 body. Třikrát vyhrál v Pohárů 5 národů Grand Slam (1971,1976,1978) a dohromady osmkrát se stal se svou zemí vítězem (popřípadě spoluvítězem) Poháru 5 národů. I když poslední mezinárodní zápas odehrál v roce 1981, na amatérské úrovni hrál až do roku 2003. 
- 1967 – 1973 Bridgend Ravens
- 1974 Natal Sharks
- 1974 – 1977 London Welsh
- 1977 – 1986 Bridgend Ravens